# Jesús Areso Blanco
Jesús Areso Blanco (nascut el 2 de juliol de 1999) és un futbolista professional basc que juga com a lateral dret a l'Athletic Club.

## Carrera de club

### Athletic de Bilbao
Nascut a Cascante, Navarra, Areso es va incorporar a les categories inferiors del CA Osasuna el 2014, procedent del CD Aluvión. El 7 de juliol de 2017, després d'acabar la seva formació, va marxar a l'Athletic Club després que el club pagués la seva clàusula de rescissió de 450.000 €; al·legant "comportament abusiu", Osasuna va optar per trencar relacions amb l'Athletic després d'això.
Areso va ser assignat al filial de l'Athletic a la Segona Divisió B, i va debutar com a sènior el 2 de setembre de 2017 entrant com a substitut al final del partit per Peru Nolaskain en una victòria contra el Real Unión per 4-0 a casa. Inicialment com a suplent de Jon Sillero, va ser titular a partir de la temporada 2018-19.
L'agost de 2020, després de fer la pretemporada amb el primer equip, Areso va ser degradat a l'equip B després de negar-se a acceptar un nou contracte, i va passar tota la temporada sense jugar ni un sol minut. Presumptament va rebutjar una renovació de contracte després de veure poques possibilitats de jugar al primer equip, i va deixar oficialment el club el 26 de maig de 2021.

### Osasuna
Immediatament després de deixar l'Athletic, Areso va tornar a l'Osasuna després de signar un contracte de cinc anys el 26 de maig de 2021. Va debutar com a professional (i a la Lliga) el 26 de setembre, com a titular en una victòria per 3-2 fora de casa contra el RCD Mallorca.
El 23 d'agost de 2022, després de jugar poques vegades, Areso va ser cedit al Burgos CF de Segona Divisió per a la temporada. El 21 de gener de 2024, després de tornar a l'Osasuna, va marcar el gol de la victòria en una victòria per 3-2 contra el Getafe CF després d'una centrada des de la línia de banda a més de 30 metres de distància.

### Retorn  a l'Athletic Club
El 22 de juliol de 2025, Areso va tornar a l'Athletic amb un contracte de sis anys, després que el club activés la seva clàusula de rescissió de 12 milions d'euros.

## Carrera internacional
L'Areso va debutar amb la selecció nacional del País Basc el maig de 2019, en un empat a 0 fora de casa contra el Panamà, per al qual es va seleccionar un equip petit, jove i inexpert.

## Vida personal
El germà gran d'Areso, Javier, també és futbolista. Extrem, va començar la seva carrera amb els veïns de l'Osasuna, l'AD San Juan.

## Palmarès
Individual
- Gol de la temporada a la Lliga: 2023–24
- Gol del mes a la Lliga : gener de 2024[19]